# Liste der Bischöfe von Bristol
Die folgenden Personen waren Bischöfe von Bristol (England):
| Amtszeit                       | Name                               | Anmerkungen                                                   |
| ------------------------------ | ---------------------------------- | ------------------------------------------------------------- |
| 1538 – 1542                    | Henry Holbeach                     | danach Bischof von Rochester                                  |
| 1542 – 1554                    | Paul Bush (Paul Bushe)             |                                                               |
| 1554 – Dezember 1558           | John Holyman                       |                                                               |
| 1558 – 1562                    | Vakanz                             |                                                               |
| 1562 – 1579                    | Richard Cheyney (Richard Cheney)   |                                                               |
| 1579 – 1581                    | Vakanz                             |                                                               |
| 1581 – 1589                    | John Bullingham                    |                                                               |
| 1589 – 1593                    | Richard Fletcher                   | danach Bischof von Worcester                                  |
| 1593 – 1603                    | Vakanz                             |                                                               |
| 1603 – 1617                    | John Thornborough                  | vorher Bischof von Limerick, danach Bischof von Worcester     |
| 1617 – 1619                    | Nicholas Felton                    | danach Bischof von Ely                                        |
| 1619 – 1622                    | Rowland Searchfield                |                                                               |
| 1623 – 1632                    | Robert Wright                      | danach Bischof von Lichfield & Coventry                       |
| 1633 – 1636                    | George Coke (George Cook)          | danach Bischof von Hereford                                   |
| 1637 – 1641                    | Robert Skinner                     | danach Bischof von Oxford                                     |
| 1642 – 1644                    | Thomas Westfield                   |                                                               |
| 1644 – 1646                    | Thomas Howell                      |                                                               |
| 1646 – 1660                    | Vakanz                             |                                                               |
| 1661 – 1671                    | Gilbert Ironside                   |                                                               |
| 1672 – 1679                    | Guy Carleton                       | danach Bischof von Chichester                                 |
| 1679 – 1684                    | William Gulston                    |                                                               |
| 1684 – 1685                    | John Lake                          | vorher Bischof von Sodor & Man, danach Bischof von Chichester |
| 1685 – 1689                    | Sir Jonathan Trelawney, 3. Baronet | danach Bischof von Exeter                                     |
| 1689 – 1691                    | Gilbert Ironside                   | danach Bischof von Hereford                                   |
| 1691 – 1710                    | John Hall                          |                                                               |
| 1710 – 1714                    | John Robinson                      | danach Bischof von London                                     |
| 1714 – 1719                    | George Smalridge                   |                                                               |
| 1719 – 1724                    | Hugh Boulter                       | danach Erzbischof von Armagh                                  |
| 1724 – 1732                    | William Bradshaw                   |                                                               |
| 1733 – 1734                    | Charles Cecil                      | danach Bischof von Bangor                                     |
| 1735 – 1737                    | Thomas Secker                      | danach Bischof von Oxford                                     |
| 1737 – 1738                    | Thomas Gooch                       | danach Bischof von Norwich                                    |
| 1738 – 1750                    | Joseph Butler                      | danach Bischof von Durham                                     |
| 1750 – 1755                    | John Conybeare                     |                                                               |
| 1756 – 1758                    | John Hume                          |                                                               |
| 1758 – 1761                    | Philip Yonge                       |                                                               |
| 1761 – 1782                    | Thomas Newton                      |                                                               |
| 1782 – 1783                    | Lewis Bagot                        | danach Bischof von Norwich                                    |
| 1783 – 1792                    | Christopher Wilson                 |                                                               |
| 1792 – 1794                    | Spencer Madan                      | danach Bischof von Peterborough                               |
| 1794 – 1797                    | Henry Reginald Courtenay           | danach Bischof von Exeter                                     |
| 1797 – 1802                    | Folliot Herbert Walker Cornewall   | danach Bischof von Hereford                                   |
| 1802 – 1807                    | George Pelham                      | danach Bischof von Exeter                                     |
| 1807 – 1808                    | John Luxmore                       | danach Bischof von Hereford                                   |
| 1808 – 1820                    | William Lort Mansel                |                                                               |
| 1820 – 1827                    | John Kaye                          | danach Bischof von Lincoln                                    |
| 1827 – 1834                    | Robert Gray                        |                                                               |
| 1834 – 1836                    | Joseph Allen                       | danach Bischof von Ely, auch Bischof von Gloucester           |
| 7. Oktober 1836 – 6. Juni 1856 | James Henry Monk                   | auch Bischof von Gloucester                                   |
| 9. Juli 1856 – 1861            | Charles Baring                     | danach Bischof von Durham                                     |
| Dezember 1861 – 1863           | William Thomson                    | danach Erzbischof von York                                    |
| 30. Januar 1863 – 1897         | Charles John Ellicott, DD          |                                                               |
| 1897 – 1914                    | George Forrest Browne              |                                                               |
| 1914 – 1933                    | George Nickson                     |                                                               |
| 1933 – 1946                    | Clifford Woodward                  | danach Bischof von Gloucester                                 |
| 1946 – 1958                    | Frederick Cockin                   |                                                               |
| 1958 – 1975                    | Oliver Tomkins                     |                                                               |
| 1976 – 1985                    | John Tinsley                       |                                                               |
| 1985 – 30. November 2002       | Barry Rogerson                     |                                                               |
| 2003 – 2017                    | Michael Arthur Hill                | auch Bischof von Buckingham                                   |
| seit 2018                      | Vivienne Faull                     |                                                               |